# Госконюшня
Госконю́шня (рос. Госконюшня) — присілок у складі Томського району Томської області, Росія. Входить до складу Калтайського сільського поселення.

## Населення
Населення — 29 осіб (2010; 25 у 2002).
Національний склад (станом на 2002 рік):
- росіяни — 96 %